# Giorgio Stivanello
Giorgio Stivanello (Venecia, Provincia de Venecia, Italia, 13 de julio de 1932-Vicenza, Provincia de Vicenza, Italia, 18 de mayo de 2010) fue un futbolista italiano. Se desempeñaba en la posición de delantero.

## Trayectoria
Inició su carrera como futbolista en el equipo de su ciudad natal el Unione Venezia en el año de 1951 en la Serie B. En 1953 fue fichado por el Calcio Padova equipo con el cual debutó en la Serie A el 18 de septiembre de 1955 en la derrota de su equipo por 2-1 ante la SS Lazio. En la temporada 1956-57 fue transferido a la Juventus donde permaneció durante seis campañas, disputó un total de 93 encuentros y marcó 20 goles. Durante su estancia en el club bianconero obtuvo cinco campeonatos (tres ligas y dos Copas de Italia). Luego regresó al Unione Venezia para finalmente retirarse en la temporada 1963-64 con el Jesina Calcio en la Serie D. Falleció el 18 de mayo de 2010 en la ciudad de Vicenza a los 77 años de edad.

## Clubes
| Club           | País   | Año       |
| -------------- | ------ | --------- |
| Unione Venezia | Italia | 1951-1953 |
| Calcio Padova  | Italia | 1953-1956 |
| Juventus F. C. | Italia | 1956-1962 |
| Unione Venezia | Italia | 1962-1963 |
| Jesina Calcio  | Italia | 1963-1964 |

## Palmarés

### Campeonatos nacionales
| Título      | Club           | País   | Año     |
| ----------- | -------------- | ------ | ------- |
| Serie A     | Juventus F. C. | Italia | 1957-58 |
| Copa Italia | Juventus F. C. | Italia | 1958-59 |
| Serie A     | Juventus F. C. | Italia | 1959-60 |
| Copa Italia | Juventus F. C. | Italia | 1959-60 |
| Serie A     | Juventus F. C. | Italia | 1960-61 |